# Au Gres
Au Gres is een plaats (city) in de Amerikaanse staat Michigan, en valt bestuurlijk gezien onder Arenac County.

## Demografie
Bij de volkstelling in 2000 werd het aantal inwoners vastgesteld op 1028.
In 2006 is het aantal inwoners door het United States Census Bureau geschat op 970, een daling van 58 (-5,6%).

## Geografie
Volgens het United States Census Bureau beslaat de plaats een oppervlakte van
6,1 km², waarvan 5,9 km² land en 0,2 km² water. Au Gres ligt op ongeveer 186 m boven zeeniveau.

## Plaatsen in de nabije omgeving
De onderstaande figuur toont nabijgelegen plaatsen in een straal van 24 km rond Au Gres.